# Bara-Kagyü
| Tibetische Bezeichnung                         |
| ---------------------------------------------- |
| Tibetische Schrift: འབའ་ར་དཀར་བརྒྱུད              |
| Wylie-Transliteration: 'ba' ra dkar brgyud     |
| Andere Schreibweisen: Bara-Kagyü; Barawa Kagyü |

Bara-Kagyü (tib.  'ba' ra dkar brgyud) oder Barawa-Kagyü ist eine Unterschule der Drugpa-Kagyü ( 'brug pa bka' rgyud)-Schule des tibetischen Buddhismus. Ihre Lehre verschmilzt Elemente der Shangpa-Kagyü und Shiche-Lehren von Pha Dampa Sanggye mit den Lehren der Drugpa-Kagyü-Tradition. Ihr Hauptkloster ist Bara Drag Kar  (tib.  'ba' ra brag dkar) im Shang (shangs)-Tal in Zentraltibet, dem Tal, in dem auch die Shangpa-Kagyü-Schule von Khedrub Khyungpo Naljor gegründet wurde. Die Tradition wurde von Barawa Gyeltshen Pelsang (tib.  'ba' ra ba rgyal mtshan dpal bzang po; 1310–1391), einem Schüler von Surphugpa Rinchen Pelsang (tib. zur phug pa rin chen dpal bzang), gegründet.
Biographien von Meistern dieses Zweiges, von Vajradhara bis Naljorpa Chöying Dorje (tib. rNal-'byor-pa Chos-dbyings rDo-rje; 1772–1838), enthält das Werk  'ba' ra dkar brgyud gser 'phreng.

„The lineage survives, as a small family transmission, to the present day. Its current holder lives in Dharamsala.“